# 法兰克福厨房

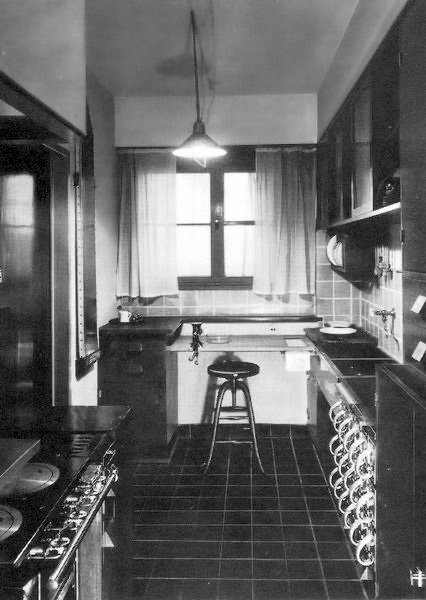
法兰克福厨房（从入口向内看）

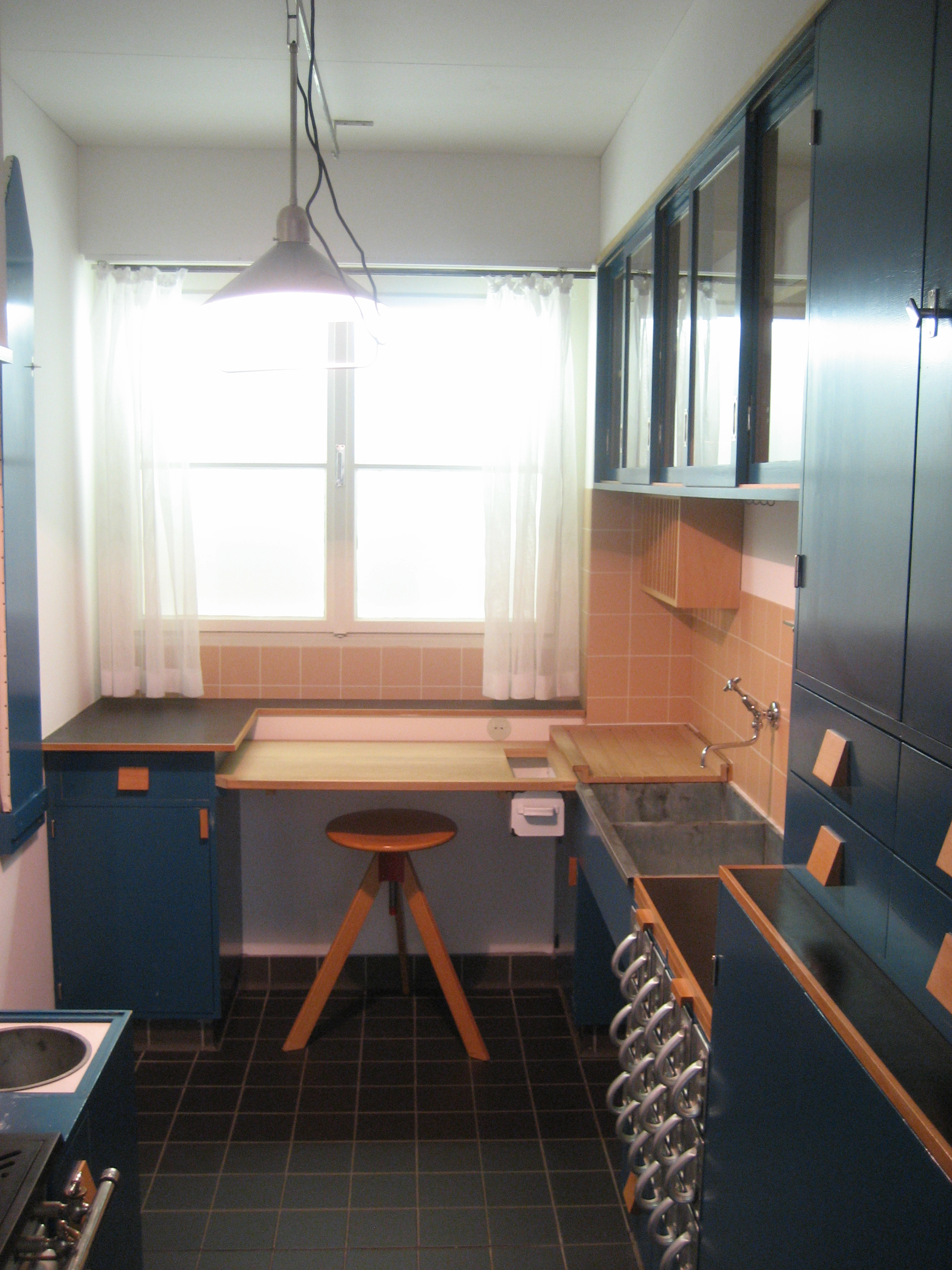
维也纳应用艺术博物馆所展示复原的厨房

法兰克福厨房（德語：Frankfurter Küche）是民用建筑领域标志性的成果之一，其建造遵循统一的理念，即可带来高效率工作的低成本设计。该厨房在史上开如此理念之先河，由是被视为现代一体化厨房的先驱。此厨房于1926年由奥地利建筑师玛格丽特·许特-利霍茨基（德語：Margarete Schütte-Lihotzky）为建筑师恩斯特·梅（德語：Ernst May）在德国法兰克福开展的公营住宅项目「新法兰克福」而设计。1920年代晚期，法兰克福建造了约一万个如此的厨房单元。1930年，俄国苏维埃政府于苏联规划新兴工业城镇时亦请求恩斯特·梅带领一支「建筑大队」贯彻实行法兰克福模式。

## 设计动机与影响
第一次世界大战之后，德国遭受严重的住房短缺。1920年代晚期，为增加出租公寓数量，各式公營住宅工程得以建设。此等工程体量庞大，必须为大量普罗的工人阶级家庭提供价格实惠的住宅，由是受到紧缩的预算限制。设计出之公寓因而舒适但未见宽敞，而建筑师亦寻求将一个设计套用于更大数量的公寓中，借此削减开销。
玛格丽特·许特-利霍茨基为「罗马城」（德語：Römerstadt）的厨房所作之设计因此有必要解决如何建造许多厨房并不令其占据公寓过多总空间的问题。其设计脱离了当时常见的厨卧居合一之模式：一户典型之工人家庭住于两室公寓内，其中厨房一室而集多种功能——除烹饪外，就餐、起居、洗浴乃至就寝皆在其处；而第二室则作会客室，常留待特别场合如周日会餐用。与此相异，许特-利霍茨基之厨房为一分立的小室，以滑动门同起居室相连。由是工作之功能（如烹饪等）同彼起居娱乐等功能得以分离，符合其人对生活的观念：
|                                                                    | Erstens besteht es in Arbeit, und zweitens in Ausruhen, Gesellschaft, Genuß. 首先，它（指生活）是工作，其次才是休闲、陪伴、欢愉。 |
| ——玛格丽特·许特-利霍茨基，《Schlesisches Heim》杂志，1921年，第8期 | |

许特-利霍茨基之设计深受20世纪初时兴的泰勒制（即「科学管理」）理念影响。当时呼吁视家务工作为真正意义上之一种职业的风潮日兴，其自19世纪中叶发轫于凯瑟琳·比彻（英語：Catharine Beecher），又于1910年代巩固于克莉丝汀·弗雷德里克（英語：Christine Frederick）的著作，如此风潮之下，泰勒制所倡的工业优化也就水到渠成地应用于家居领域。弗雷德里克所著《新家政》（英語：The New Housekeeping）鼓吹泰勒制之优化于厨事中之应用，其文于1922年以「经济之家政」（德語：Die rationelle Haushaltsführung）为名译成德文。此类观点于德奥两国反响甚佳，构成德国建筑师埃尔娜·梅耶（德語：Erna Meyer）工作之基础，于许特-利霍茨基在法兰克福厨房之设计中亦有裨益。许特-利霍茨基进行了细致的码表时间研究以确定厨房中各处理步骤耗时几何，因应支持工作流程之需又对其流程加以重制与改进。于其人而言，提升厨房之人因学效果与厨事之优化乃是要事：
|                                                                              | Das Problem, die Arbeit der Hausfrau rationeller zu gestalten, ist fast für alle Schichten der Bevölkerung von gleicher Wichtigkeit. Sowohl die Frauen des Mittelstandes, die vielfach ohne irgendwelche Hilfe im Haus wirtschaften, als auch Frauen des Arbeiterstandes, die häufig noch anderer Berufsarbeit nachgehen müssen, sind so überlastet, daß ihre Überarbeitung auf die Dauer nicht ohne Folgen für die gesamte Volksgesundheit bleiben kann. 让家庭主妇的工作变得更合理，这样的问题对社会上所有阶层都一样重要。中产阶级女性经常在家里没有任何帮手（也就是说没有仆人）的情况下劳作，工人阶级女性则经常还得做其他的营生，她们都过度劳累到了一定的程度，以至她们的压力肯定会普遍地对公共健康造成严重的后果。 |
| ——玛格丽特·许特-利霍茨基，《新法兰克福》杂志（德語：Das neue Frankfurt），1926年-1927年，第5期 | |

此言简洁总结了其时泰勒制引人之处。一面者，家事「合理化」之势日固，其推手为减少用于（经济而言的）「无生产力」家务之意图，若是则女性可获更多时间投入工厂劳作；另一面者，为提升妇女含居家在内之地位所行解放之努力亦呼吁正当之方式以释妇女之压力，并使妇女能追求其他志趣。
由包豪斯设计并建于1923年之号角屋者，其小厨房有专用储藏柜，且有为各特定物什而设之抽屉。此厨房亦为许特-利霍茨基灵感之一来源。
许特-利霍茨基并于铁道餐车空间极端约束之厨房中大获启发，其人视此类厨房为泰勒制之典范：厨房甚为狭小，然其中二人可为百许乘客备餐上菜，其后尚能洗刷碗碟并收纳之。

## 厨房规划

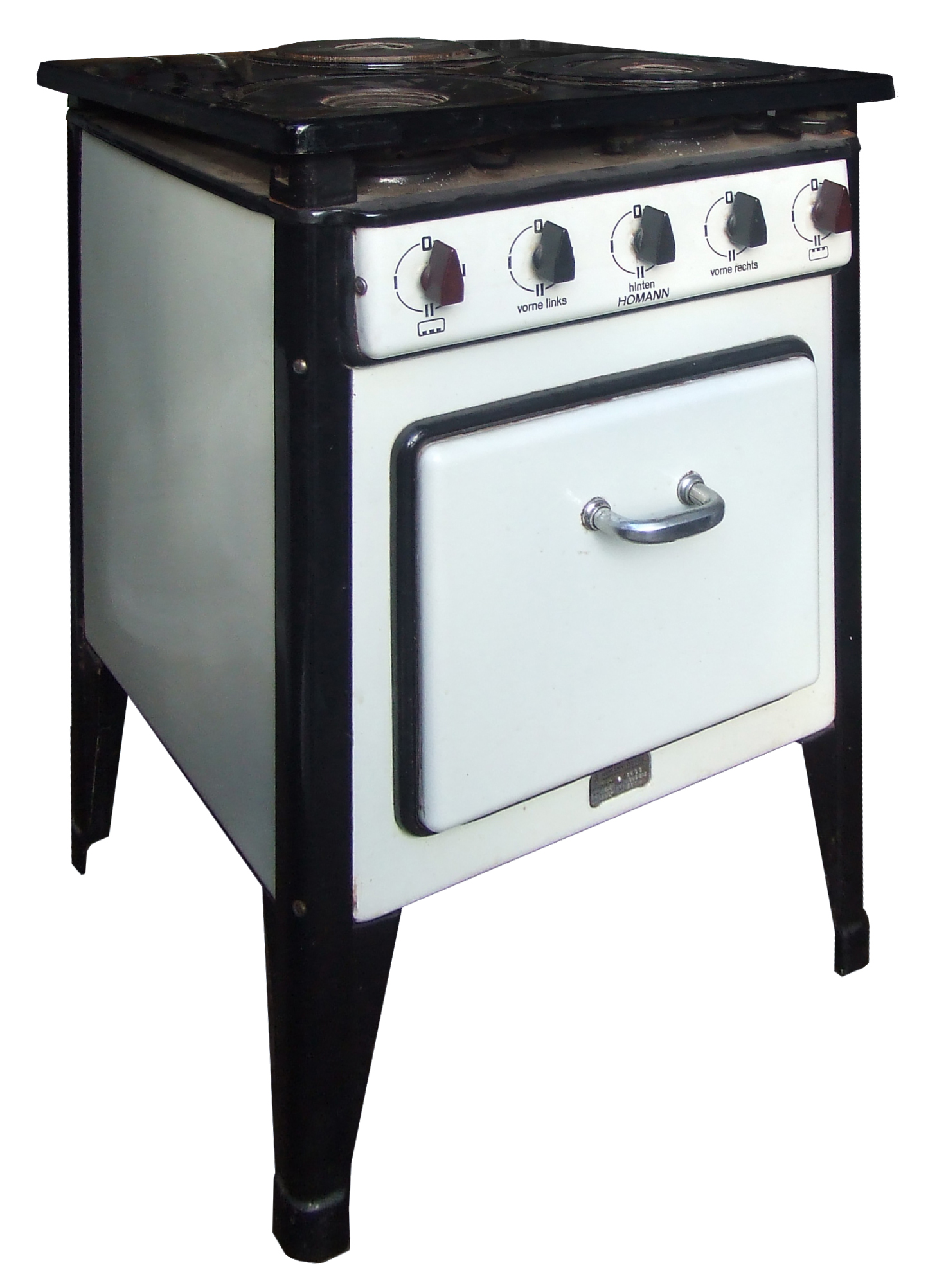
厨房中之电炉

法兰克福厨房为一狭窄的厨房，计其大小则为1.9米 × 3.4米（6.2英尺 × 11.2英尺），工作区分为两列。其入口开在短边之一墙，对面则为窗。厨房左列置有炉，炉后则有滑动门以连接饭厅居室合一之起居室。右墙有橱柜及水槽，窗前有工作台。厨房内无冰箱，然从照片可见一可折叠之熨衣板叠于左侧墙上。
厨房之狭小布局并非仅为上述之空间限制所致，其同样亦是为达泰勒制之目的而作的有意之设计。其目的乃是减少于厨房工作时所需步骤之数目，并通过滑动门之加入缩短厨房与邻室餐桌间行走之距离。
常用配料如面粉、白糖、大米等等配有专设储罐以保厨房之整洁不紊；工作区甚至配有一集成可拆卸之「废料屉」，如此则工作时之废料可直接推入其中，事毕之后一次清空即可。
其时传统之厨房器具于新工作流程与狭小之空间皆不适应，故法兰克福厨房之安设全以于当时之德国属新奇之家具与电器，若厨中所见之炉者而行。此厨房为首个一体化厨房。因研究发现蝇类避蓝色表面而行，厨房之木门与抽屉面板皆漆以蓝色；因橡木可驱除麵包蟲，利霍茨基以其制面粉罐；又因山毛榉类木材可抗染色酸蚀及划痕等，桌板即以之制作。厨房中之坐具为一旋转凳，下配轮脚以得最佳之灵活。

## 变体及日后发展
许特-利霍茨基实则设计了法兰克福厨房之三种相异的变体。第1型即上文所述者，最为普遍亦最为廉价。其人亦有设计「第2型」及「第3型」，皆为更大且配有桌，空间足以再容纳一人乃至两人帮厨者。然此后来之二型并无其人所设计之「第1型」厨房所造成之影响。
埃尔娜·梅耶于其1927年面世之「斯图加特厨房」中回应了对法兰克福厨房之批评。其相较略大，平面而言更为方正，并使用组合家具以图同时适应未来使用者之需求与不同之房间形状。

## 使用者接纳程度与影响
许特-利霍茨基之法兰克福厨房于法兰克福约一万户住宅单位中安装，由是取得商业上之成功。单间装备全备之厨房造价适中（数百國家馬克），而其造价由租客负担（租金据报每月涨一国家马克）。
虽如此，厨房之使用者于使用中常有其困难。其不惯于许特-利霍茨基以工作流程为核心之定制设计，于厨房之如何使用常陷于茫然。此厨房常被称为灵活不足——专用之储罐常用以储存他物而异于标签所言。此等储罐之另一问题为其易于为儿童所触及。许特-利霍茨基仅为一人之成年者设计此厨房，儿童或只更多一人之成年者皆不在其所设图景之中。其厨房实则过小，不足以容纳二人入内工作。同时代多数之批评即集于如此之类而非彼技术领域之事务。虽如此，法兰克福厨房其后仍成为现代工作厨房之样板。20世纪余下之年代，此袖珍而安排得当之「法兰克福厨房」成为遍欧洲住宅建筑之标准。
1970至1980年代，女权主义批评者发觉先前业已部分促进工作厨房发展之解放努力其影响实则相反：正因此设计之「专门的合理化」及其仅容一人在内舒适工作之小体量，主妇与屋内其他部分之生活趋于隔绝。其以解放之尝试发端，为各支持者（诸如比彻、弗雷德里克或梅耶，其皆一直暗示厨房为妇女之所）所皆鼓吹而意在优化且重估家中之劳动者如今视之反成限妇女于庖厨之制约。
自1930年代至1960年代，德国之厨房多更狭且更不舒适。诸住房合作社以法兰克福厨房为过奢。然此厨房之原则为域外如瑞典及瑞士等国所接受，重又舶回德国，得见与先前之法兰克福厨房同类。其主要区别在于法兰克福厨房相较大多数后起之厨房所用者为更昂贵的材料，且不用刨花板。

## 受保存之有历史意义的法兰克福厨房

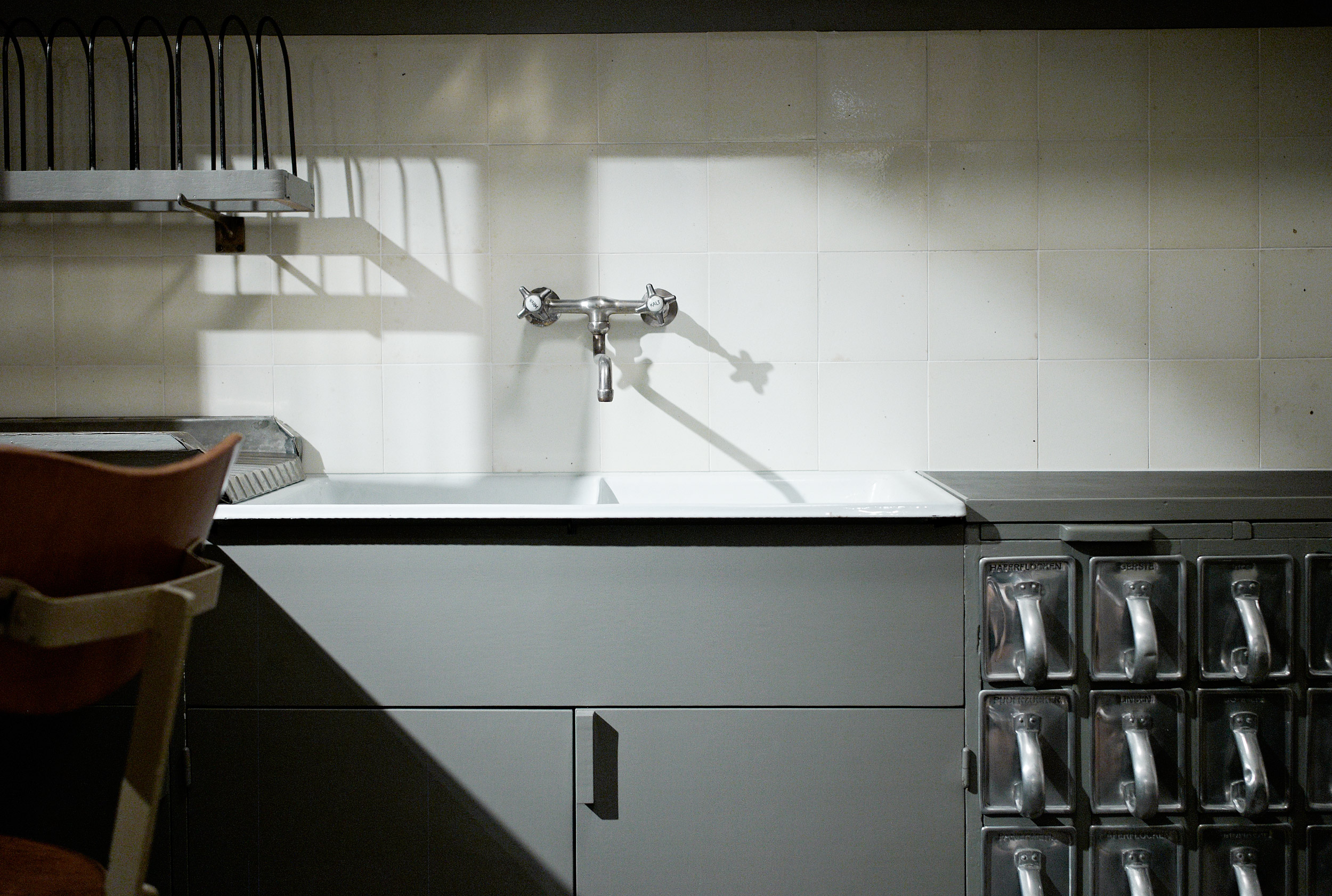
纽约Moma中所见厨房，摄于2010年

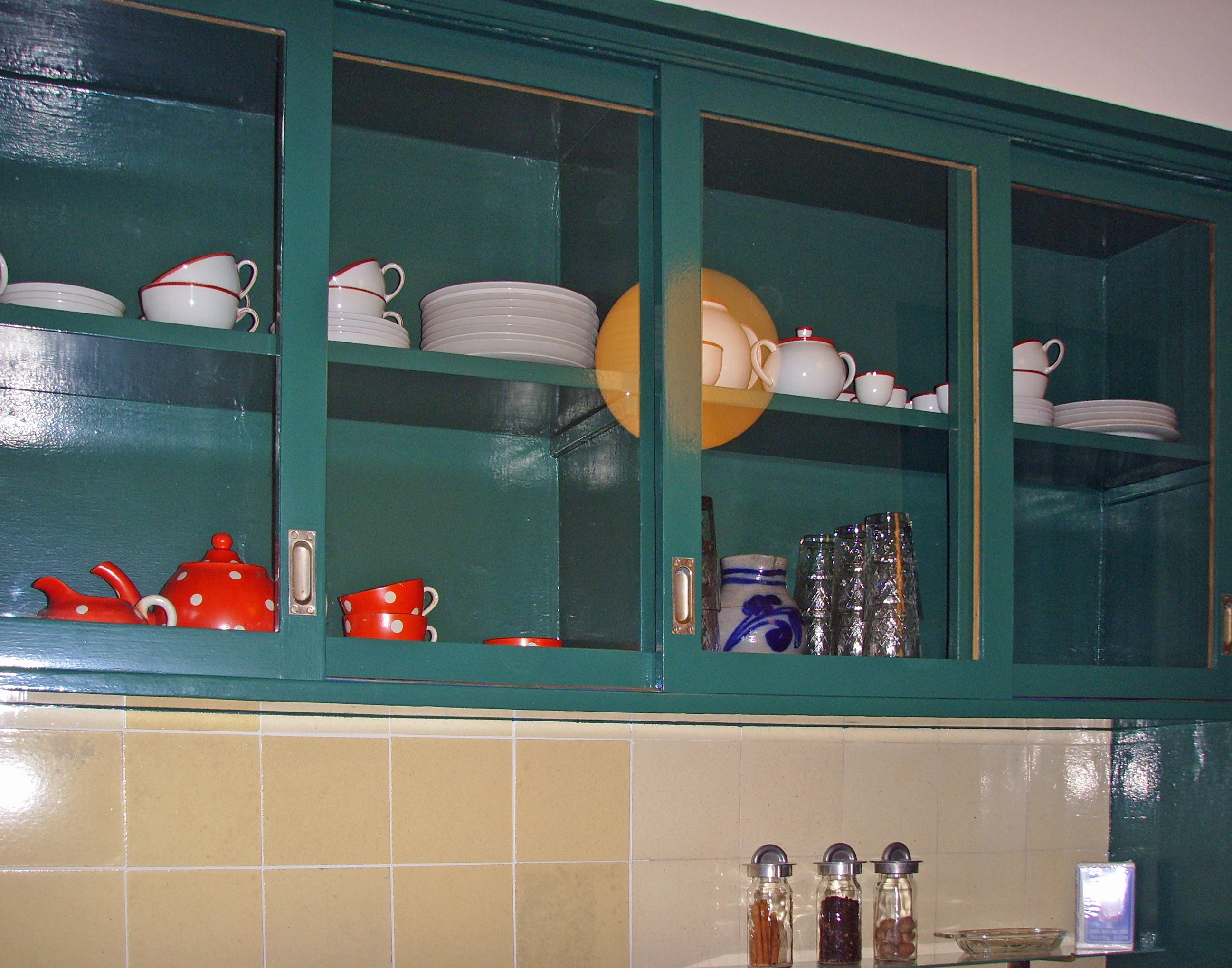
Im Burgfeld街136号屋中存至今日之碗柜及翻新之厨房

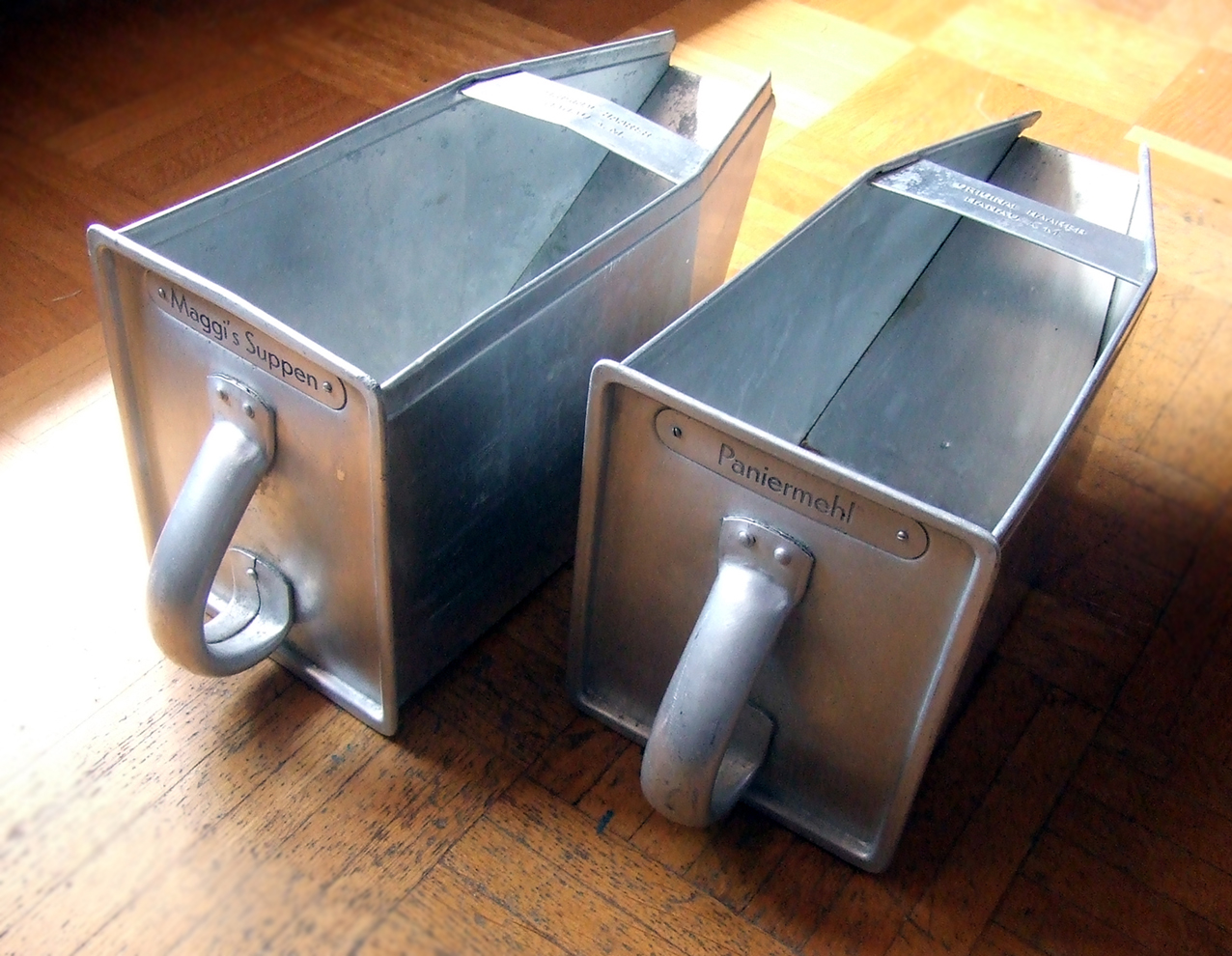
法兰克福厨房特征性之铝制抽屉

1960年代至1970年代，带易于清洁之表面如「丽塑板」（德語：Resopal）的现代厨房之价格于人已足可担负，其时多数法兰克福厨房遭弃用，于中时常仅余并不适用于现代厨房之铝制抽屉留存。厨房亦有数年为制造企业Haarer所分开出售，而由建筑师及橱柜匠择去制其家具用。
到1990年代晚期公众对玛格丽特·许特-利霍茨基之成果重生兴趣之时，多数之此厨房已然不存。一些屋主建造副本，而仍在之原构极为稀少。由于其留存之法兰克福厨房，法兰克福Im Burgfeld街136号房被择为博物馆。
2005年维多利亚和阿尔伯特博物馆为其经停伦敦、美国与德国之巡回展览「现代主义：设计新世界」（英語：Modernism: Designing a New World）求得一法兰克福厨房。此厨房从其原处拆卸、修复并重新粉刷。

### 经手拍卖之厨房
2005年一座法兰克福厨房以22680欧元之价格售出，另一座则以34200欧元之价售出。然此等价格似只适用于经典之款式：一无特征性之壁橱的白色变体厨房以11000欧元售出。
拍卖时或以原装之抽屉为主。2010年，一带有六抽屉之家具以380欧元得售，另有一带十抽屉者以1000欧元得售，还有一带九抽屉者以1200欧元得售。

### 博物馆中之法兰克福厨房
法兰克福厨房可于如下之公共收藏中寻得：
- 法蘭克福歷史博物館
- 柏林物件博物馆[9]
- 漢堡工藝美術館
- 纽伦堡日耳曼國家博物館
- 伍珀塔尔伍珀塔尔大学设计收藏
- 卡尔斯鲁厄巴登州立博物馆
- 维也纳应用艺术博物馆（MAK）（重构品）
- 明尼苏达州明尼阿波利斯明尼阿波利斯美術館[10]
- 纽约現代藝術博物館
- 伦敦维多利亚和阿尔伯特博物馆

## 参看
厨房餐具柜